# Paus Zefyrinus
Zefyrinus of in het Latijn Zephyrinus (Rome, geboortedatum onbekend - aldaar, 20 december 217) was de vijftiende paus van de Katholieke Kerk. Hij leidde de Kerk de 3e eeuw in, die gedomineerd werd door conflicten over de Drieëenheid. Hij bestreed gnostieke leringen, montanisme en modalisme. Het beeld van deze paus is vooral bepaald door de geschriften van de latere tegenpaus Hippolytus, die Zefyrinus "zwak en corrupt" noemde. Hij verweet Zefyrinus laksheid jegens het patripassianistische monarchianisme. Desondanks werd de verspreider van deze opvatting, Noëtius van Smyrna, met instemming van paus Zefyrinus en diens raadsman Calixtus geëxcommuniceerd. De werkelijke meningsverschillen tussen Zefyrinus (en Calixtus) en Hippolytus lagen in de omgang met de boetekwestie: Zefyrinus (en ook Calixtus) meenden dat boetedoening en vergeving herhaald konden worden na het terugvallen in zonde, Hippolytus veroordeelde dit. Rond 217 veroorzaakte dit een schisma.
Zefyrinus laat in het spoor van de conflicten rond Noëtius van Smyrna een van de eerste ex cathedra-uitspraken na: 'Ik ken één God, Jezus Christus, en naast hem geen andere, die geboren is of geleefd heeft'. Met deze dogmaformulering creëerde Zefyrinus een mogelijkheid voor verzoening tussen de modalistische patripassianen rond Kleomenes, die de leer van Noëtius van Smyrna aanhing, en de (volgens Calixtus) ditheïstische opvattingen van Hippolytus van Rome.
Verder voerde hij een aantal kleine dingen in, als de hostieschaal oftewel de ciborie en de 'kristalkelk'.
De meningen van de geschiedschrijvers over Zefyrinus' grote daadkracht of juist het gebrek daaraan lopen wijd uiteen. In elk geval lijkt er wel consensus te bestaan over de grote invloed die zijn raadgever en opvolger Calixtus heeft gehad tijdens zijn pontificaat.
Zefyrinus wordt vereerd als heilige. Hij overleed op 20 december 217. Zijn feestdag wordt gevierd op 26 augustus.
Cursief: tegenpaus